# Limnichites browni
Limnichites browni är en skalbaggsart som beskrevs av Wooldridge 1977. Limnichites browni ingår i släktet Limnichites och familjen lerstrandbaggar. Inga underarter finns listade i Catalogue of Life.